# Alwaeli (яхта)
Alwaeli — суперъяхта короля Бахрейна Хамада ибн Иса Аль Халифа, ранее называлась Aval II. Является собственностью короля, но по разным источникам входит либо в состав ВМС Бахрейна, либо в состав Береговой охраны из состава МВД (во многих справочниках проходит как вспомогательное судно). Экипаж комплектуется за счёт ВМС. Базирование на военно-морской базе Мина Сулман (Mina Sulman) и порт Манама.

## Конструкция
Построена для отца нынешнего владельца, эмира Исы ибн Салман аль-Халифа, в Италии фирмой CRN в 1991 году. Дизайн корпуса разработан Теренсом Дисдейлом (Terence Disdale). Корпус построен из стали, надстройки преимущественно из алюминия. Достаточно большая для кораблей такого класса дальность обеспечивается запасом топлива в 152000 литров.
Высокий уровень автоматизации позволил сократить экипаж до 17 человек, из которых половина — обслуживающий персонал. На борту яхты есть бассейн, джакузи, спа, вертолётной площадки не имеет (в планах).

## Служба
Достаточно активно используется монархом. Совершает круизы по Средиземноморью и Персидскому заливу. Часто базируется вдали от основных пунктов. Прошла два переоборудования: в 1999 году в CRN Spa (добавлена платформа для купания и новая покраска) и в 2007—2008 годах на верфи Amels Holland B.V. (новые внутренние и внешние модификации).